# 热尔米赛
热尔米赛（法語：Germisay，法語發音：[ʒɛʁmizɛ]）是法国上马恩省的一个市镇，位于该省东北部，属于圣迪济耶区。

## 地理
热尔米赛（48°23'52"N, 5°21'25"E）面积6.73 平方千米，位于法国大東部大區上马恩省，该省份为法国东北部内陆省份，北起马恩省和默兹省，西接奥布省，西南接科多尔省，东南接上索恩省，东临孚日省。
与热尔米赛接壤的市镇（或旧市镇、城区）包括：热尔迈、莫里永维利耶、埃皮宗。

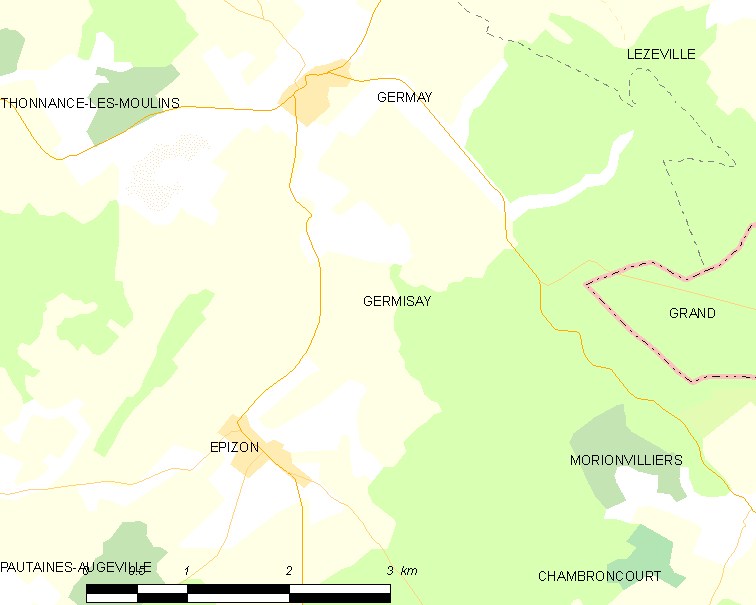
热尔米赛的OSM定位图

热尔米赛的时区为UTC+01:00、UTC+02:00（夏令时）。

## 行政
热尔米赛的邮政编码为52230，INSEE市镇编码为52219。

## 政治
热尔米赛所属的省级选区为普瓦松县。

## 人口

1962-2008年间热尔米赛人口变化图示

热尔米赛于2022年1月1日时的人口数量为17人。